# Downingia yina
Downingia yina  (лат.) — вид цветковых растений рода Доунингия (Downingia) семейства Колокольчиковые (Campanulaceae).

## Ботаническое описание
Травянистое растение, несущее мелкие, легко заметные цветки диаметром до 1 см. Каждый цветок имеет три сросшихся нижних лепестка синего или пурпурного цвета с белым пятном, жёлтым в центре. Яркий венчик привлекает опыляющих насекомых и помогает им добраться до центра цветка. Два верхних синих лепестка могут быть как сросшимися, так и раздельными.

## Распространение и местообитание
Встречается на северо-западе тихоокеанского побережья Северной Америки от Вашингтона до Северной Калифорнии.

## Синонимика
- Downingia pulcherrima M.Peck
- Downingia willamettensis M.Peck
- Downingia yina var. major McVaugh[1]